# João Batista Casemiro Marques
João Batista Casemiro Marques (* 4. März 1975 in Santana de Cataguases) auch bekannt als Mertol Karatay in der Türkei, ist ein ehemaliger brasilianischer Fußballspieler, der auch die türkische Staatsangehörigkeit besitzt.

## Karriere
João Batista spielte seine erste professionelle Saison in der Türkei bei Gaziantepspor. Beim Erstligisten kam er in seiner Debütsaison auf 19 Einsätze und erzielte drei Tore. Nach einer Saison kehrte Batista zurück nach Brasilien und spielte drei Jahre für den União São João EC. Der Mittelfeldspieler unterschrieb ein weiteres Mal bei Gaziantepspor und spielte bis Januar 2002 für die rot-schwarzen. Im Januar 2002 wechselte João Batista zu Galatasaray Istanbul und wurde dort am Ende der Saison zum ersten Mal türkischer Fußballmeister. Für Galatasaray kam er zu 49 Ligapartien und erzielte dabei zwei Tore. 
Im Sommer 2004 verließ der Brasilianer die Türkei und wechselte in die Ukraine zu Schachtar Donezk. Nach bereits einer Saison verließ er Schachtar, während dieser Zeit spielte Batista lediglich in der UEFA Champions League und im UEFA-Pokal. Es folgten Engagements mit Konyaspor und Kasımpaşa Istanbul. Nach der Saison 2008/09 beendete João Batista Casemiro Marques seine aktive Karriere.

## Erfolge
Mit Galatasaray Istanbul
- Türkischer Fußballmeister: 2001/02